# Hilde Lindemann
Hilde Lindemann Nelson és una filòsofa feminista de la Universitat Estatal de Míchigan, Estats Units. Lindemann és professora d'ètica pràctica i està especialitzada en bioètica, feminisme filosòfic i filosofia moral. El seu treball se centra en el feminisme i bioètica, l'ètica de les famílies i la construcció social de les identitats.

## Trajectòria
Va estudiar llengua i literatura germana (1969) i teatre (1972) a la Universitat de Geòrgia realitzant la seva tesi: “The Mask and the Music: Nietzsche’s Birth of Tragedy”. Després va estudiar filosofia a la Universitat de Fordham (1997) i va realitzar el doctorat (2000).
De 1995 a 2000 va ser directora del Centre per a l'Aplicació i Ètica Professional de la Universitat de Tennessee. De 2000 a 2007 va ser professora associada del Departament de Filosofia de la Universitat de Michigan i des de 2007 professora titular.
De 2003 a 2008 va ser editora de Hypatia: A Journal of Feminist Philosophy
De 1998 a 2008 va ser coeditora de Rowman and Littlefield's Feminist Constructions sèries amb Sara Ruddick i Margaret Urban Walker

## Publicacions
- Holding and Letting Go: The Social Practice of Personal Identities (2014) Oxford University Press.
- An Invitation to Feminist Ethics (McGraw-Hill 2005)
- Damaged Identities, Narrative Repair (2001) Cornell University Press ISBN 0801487404
- Alzheimer’s: Answers to Hard Questions for Families. New York: Doubleday, (1996) amb James Lindemann Nelson
- The Patient in the Family: The Ethics of Medicine and Families. New York: Routledge, 1995 (amb James Lindemann Nelson).